# Миславский, Олег Николаевич
Олег Николаевич Миславский — советский хозяйственный и политический деятель.

## Биография
Родился в 1933 году. Член КПСС.
В 1954—1970 гг. — старший мастер, начальник цеха, заместитель главного инженера, главный инженер, секретарь парткома, директор Северодонецкого химического комбината.
В 1970—1977 гг. — первый секретарь Северодонецкого горкома КП Украины.
Делегат XXIV и XXV съездов КПСС.
Жил в Москве.

## Награды
- Орден Октябрьской Революции (10.03.1976)
- Орден Трудового Красного Знамени (25.08.1971)
- Орден Знак Почёта (28.05.1966)